# Ґміна Спас
Ґміна Спас — колишня (1934–1939) сільська ґміна в Долинському повіті Станіславського воєводства Польської республіки та у Крайсгауптманшафті Калуш (1941—1943) і Крайсгауптманшафті Стрий (1943—1944) Дистрикту Галичина Третього Райху. Центром ґміни було село Спас.
Ґміну Спас було утворено 1 серпня 1934 р. у межах адміністративної реформи в ІІ Речі Посполитій із тогочасних сільських ґмін: Ґрабів, Ілемня, Липовиця, Лоп'янка, Луги, Спас, Струтин Горішній, Струтин Долішній і Суходіл.
17 січня 1940 року ґміна була ліквідована, а територія увійшла до новоствореного Рожнятівського району. 
Гміна (волость) була відновлена на час німецької окупації з липня 1941 р. до липня 1944 р., до неї включені села Дубшари і Лецівка з ліквідованої ґміни Ріпне, натомість передані Струтин Горішній і Струтин Долішній до ґміни Рожнятів. На 1 березня 1943 року населення ґміни становило 11 148 осіб..